# 天主教菲登扎教區
天主教菲登扎教區（拉丁語：Dioecesis Fidentina），是義大利一個天主教教區。屬摩德納-諾南托拉總教區。
教區包括帕爾馬省西北部以及皮亞琴察省東北部。2006年有教友72,431人，佔總人口98.8%。有七十個堂區、司鐸六十八名。現任教區主教為嘉祿·馬扎。

## 歷史
教區成立於1601年2月12日，但者遲在1114年，甚至早於9世紀，博爾戈聖唐尼諾（菲登扎的舊稱）的教會已經由聖座直轄。教區曾先後被置於博洛尼亞總教區以及聖座直接管轄下。1927年9月22日教區亦易名至今。